# Miriam Lins
Miriam Lins, nome artístico de Miriam Alves Lins, (São Paulo, 16 de agosto de 1959), é uma atriz, diretora e dubladora brasileira. Formada pela Escola de Arte Dramática da Universidade de São Paulo (EAD/USP).
Estreou no  cinema atuando ao lado de Raul Cortez, no  filme Pecado Sem Nome,  dirigido pelo argentino Juan Siringo, em 1978. Na  televisão, o seu primeiro trabalho foi com a  minissérie Pic-nic Classe C da TV Cultura,  escrita por Walther Negrão, em 1982. Em dublagem atuou como diretora por mais de 10 anos para os canais da Discovery Channel. Em 2011, destacou-se ao interpretar a engraçadíssima Irene na  novela Morde & Assopra, de Walcyr Carrasco, na Rede Globo. No  teatro, destacam-se os três espetáculos em que atuou ao lado de Paulo Autran: Pato com Laranja, de William Douglas Home, dirigido por Adolfo Celi, em 1979; Feliz Páscoa, de Jean Poiret, dirigido por José Possi Neto, em 1985; e em O Céu Tem que Esperar, de Paul Osborn, dirigido por Cecil Thiré, em 1993. Atuou também ao lado Antônio Fagundes, Dina Sfat, Miriam Mehler, Francisco Cuoco, Karim Rodrigues, Edney Giovenazzi, Otávio Augusto, Francisco Milani e muitos outros. Em 2007, com o espetáculo  O Amante do meu Marido, de Carvalhinho, há mais de 7 anos em cartaz e visto por mais de 600.000 pessoas, Miriam torna-se uma  diretora de sucesso.

## Carreira Artística
Televisão
- 2013 - Amor à Vida -  Verônica
- 2011 - Morde & Assopra - Irene
- 2006 - Minha Vida é uma Novela - Participação
- 2002 -  Marisol - Sofia Lima do Vale
- 1999 - Chiquititas - Elza
- 1998 - Fascinação- Irma Tanajura
- 1982 - Elas por Elas - Participação
- 1982 - Pic-nic Classe C - Mocinha
- 1979 - Casa Fantástica
- 1978 - Cabaret Literário

Teatro
- Histórias de Nova York, direção de Odavlas Petti.
- O Céu tem que Esperar, direção de Cecil Thiré.
- Feliz Páscoa, direção de José Possi Neto.
- Pato com Laranja, direção de Adolfo Celi.
- Sinal de Vida, direção de Oswaldo Mendes.
- No Sex, Please, direção de Flávio Rangel.
- Adiós, Geralda, direção de Odavlas Petti. (Prêmio APCA - Atriz Revelação)
- Onde Canta o Sabiá, direção de Odavlas Petti. (Prêmio APCA - Atriz Revelação)
- Histórias de Nova York, direção de Odavlas Petti.
- Desligue o Projetor e Espie pelo Olho Mágico, direção Hilton Have.
- Rasga Coração, direção de  José Renato.
- A Gaiola das Loucas, direção de  Jorge Fernando.
- O Vison Voador, direção de Ary Toledo.
- Lição de Anatomia, direção de Carlos Mathus.
- Delícias de um descasado, direção de Jacques Lagôa.
- Oh! Calcutá, direção de Kiko Jaess.
- Temporada de Laranjas, direção de Kiko Jaess.
- Senhora, direção de Osmar Rodrigues Cruz.
- Hedda Gabler, direção de Giles Rezdeck.
- O Amante do meu marido, de Carvalhinho.

Direção - Teatro
- Greta Garbo, Quem Diria Acabou no Irajá
- Uma Empregada Quase Perfeita
- A Sexóloga
- O Amante do meu marido
- Virgem aos 40.com

Ópera
- Crepúsculo dos Deuses, direção de André Heller-Lopes.

## Ligações Externas
- IMDb - Miriam Lins
- Entrevista de Heloisa Rocha para o Site da Faculdade Cásper Líbero com a atriz e diretora teatral Miriam Lins
- Portal da Universidade de São Paulo
- Página Oficial da Escola de Arte Dramática
- Site Cinemateca Brasileira do Ministério da Cultura